# Felinas (Aude)
Felinas de Termenés (en francès Félines-Termenès) és un municipi de França de la regió d'Occitània, al departament de l'Aude.

## Toponímia
Les formes antigues són: Felinae el 1259, Villa de Felinis el 1261, Sancta Maria de Felinis el 1285, Felhinae el 1366, Al loc de Felinas el 1538, Felynas el 1538, Félines de Termenès el 1781. La pronunciació occitana és "Felinos".
Felinas prové del llatí figlina, evolució de figulina, i designa un taller de terrisser.